# Bonnet (Meuse)
Bonnet település Franciaországban, Meuse megyében. Lakosainak száma 181 fő (2022. január 1.). Bonnet Abainville, Gondrecourt-le-Château, Horville-en-Ornois, Houdelaincourt, Mandres-en-Barrois, Ribeaucourt és Saint-Joire községekkel határos.

## Népesség
A település népességének változása:
| Lakosok száma | 276  | 245  | 236  | 213  | 207  | 210  | 200  | 191  | 190  | 181  |
|               | 1968 | 1982 | 1990 | 2006 | 2013 | 2015 | 2017 | 2019 | 2020 | 2022 |